# Воробьёв, Иван Петрович
Иван Петрович Воробьёв (род. 16 июля 1988) — российский дзюдоист, чемпион и призёр чемпионатов России, призёр чемпионата мира 2013 года в Рио-де-Жанейро, обладатель Кубка мира, мастер спорта России международного класса. Живёт в Тюмени. Член сборной команды страны с 2011 года.

## Спортивные результаты
- Мемориал Владимира Гулидова 2007 года — ;
- Первенство России по дзюдо среди молодёжи 2010 года — ;
- Чемпионат России по дзюдо 2010 года — ;
- Мемориал Владимира Гулидова 2012 года — ;
- Чемпионат России по дзюдо 2012 года — ;
- Чемпионат России по дзюдо 2016 года — ;
- Чемпионат России по дзюдо 2017 года — ;